# 용인시의 행정 구역

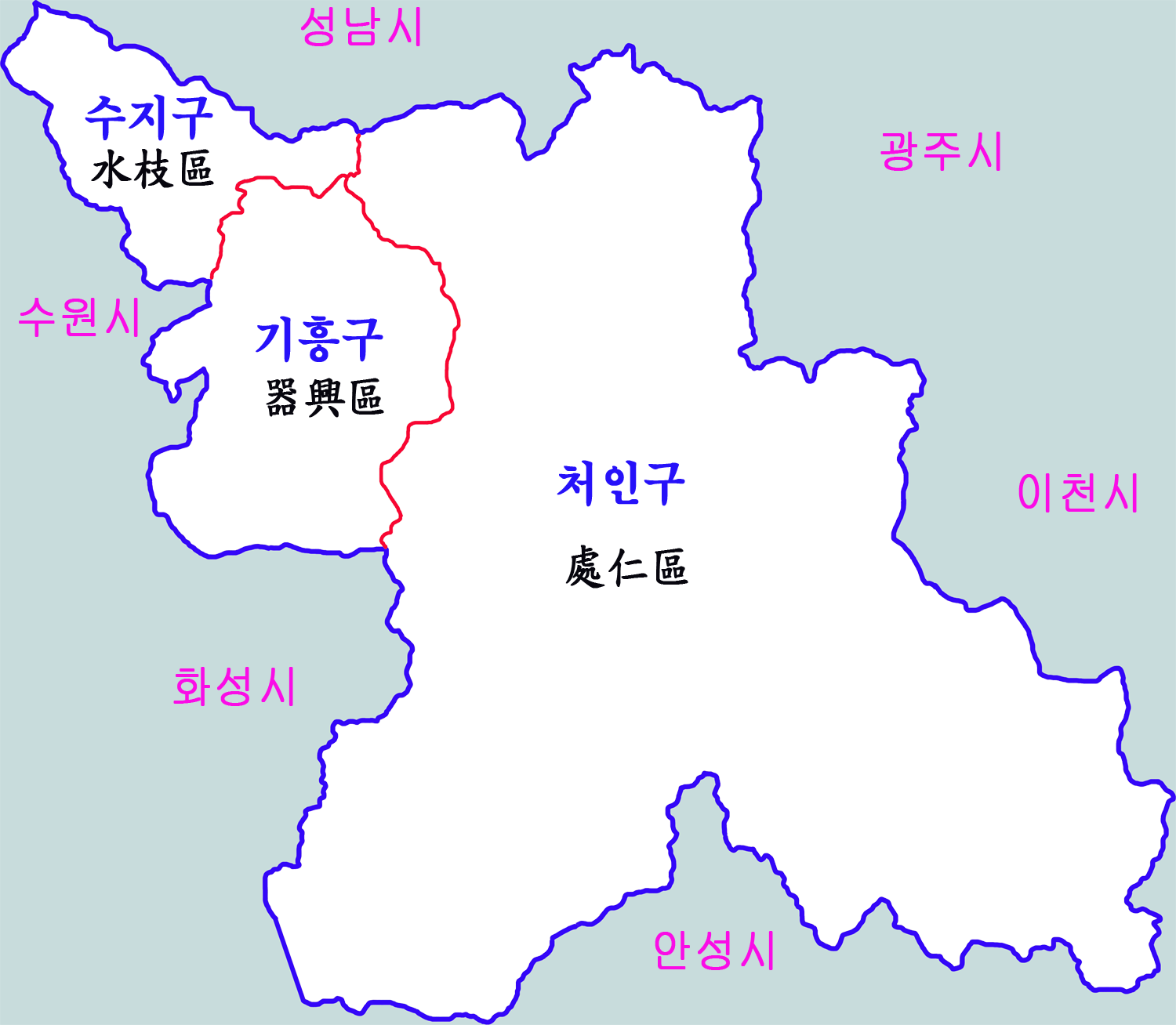
용인시의 행정 구역

용인시의 행정 구역은 3구 4읍 3면 31동 1,074통·리 7,510반으로 구성되어 있다. 용인시의 면적은 경기도 전체의 5.8%에 해당하는 591.36km2이며, 2012년 2월 29일을 기준으로 인구는 913,403명, 325,475세대이다. 최근 5년간 연평균 인구성장율은 3.22%에 달한다.

## 행정 구역

### 수지구

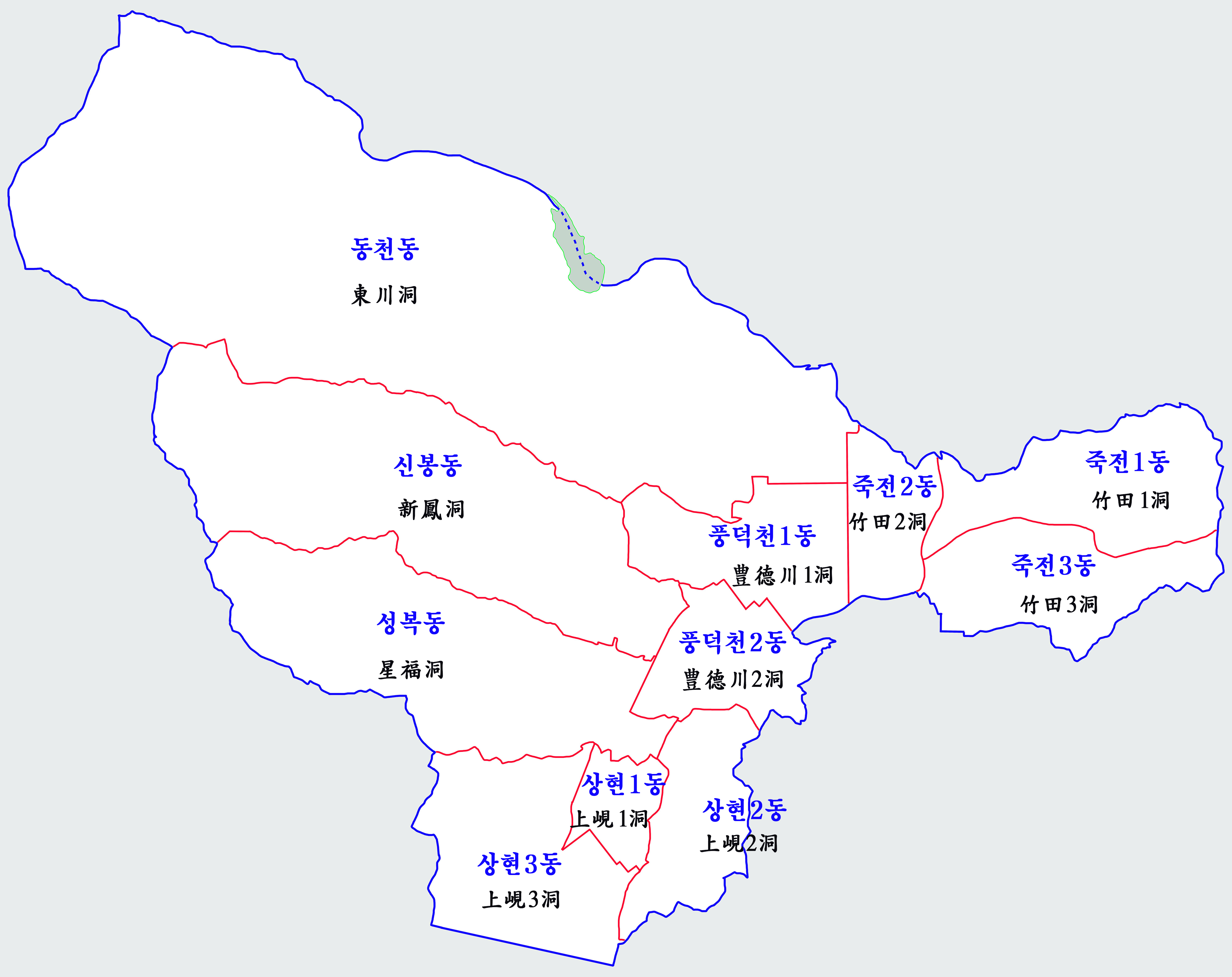
수지구의 행정 지도

| 구            | 행정동    | 한자      | 법정동                         |
| ------------- | --------- | --------- | ------------------------------ |
| 수지구 水枝區 | 풍덕천1동 | 豊德川1洞 | 풍덕천동(豊德川洞)             |
| 수지구 水枝區 | 풍덕천2동 | 豊德川2洞 | 풍덕천동(豊德川洞)             |
| 수지구 水枝區 | 신봉동    | 新鳳洞    | 신봉동(新鳳洞)                 |
| 수지구 水枝區 | 죽전1동   | 竹田1洞   | 죽전동(竹田洞)                 |
| 수지구 水枝區 | 죽전2동   | 竹田2洞   | 죽전동(竹田洞)                 |
| 수지구 水枝區 | 죽전3동   | 竹田3洞   | 죽전동(竹田洞)                 |
| 수지구 水枝區 | 동천동    | 東川洞    | 동천동(東川洞), 고기동(古基洞) |
| 수지구 水枝區 | 상현1동   | 上峴1洞   | 상현동(上峴洞)                 |
| 수지구 水枝區 | 상현2동   | 上峴2洞   | 상현동(上峴洞)                 |
| 수지구 水枝區 | 상현3동   | 上峴3洞   | 상현동(上峴洞)                 |
| 수지구 水枝區 | 성복동    | 星福洞    | 성복동(星福洞)                 |

### 기흥구

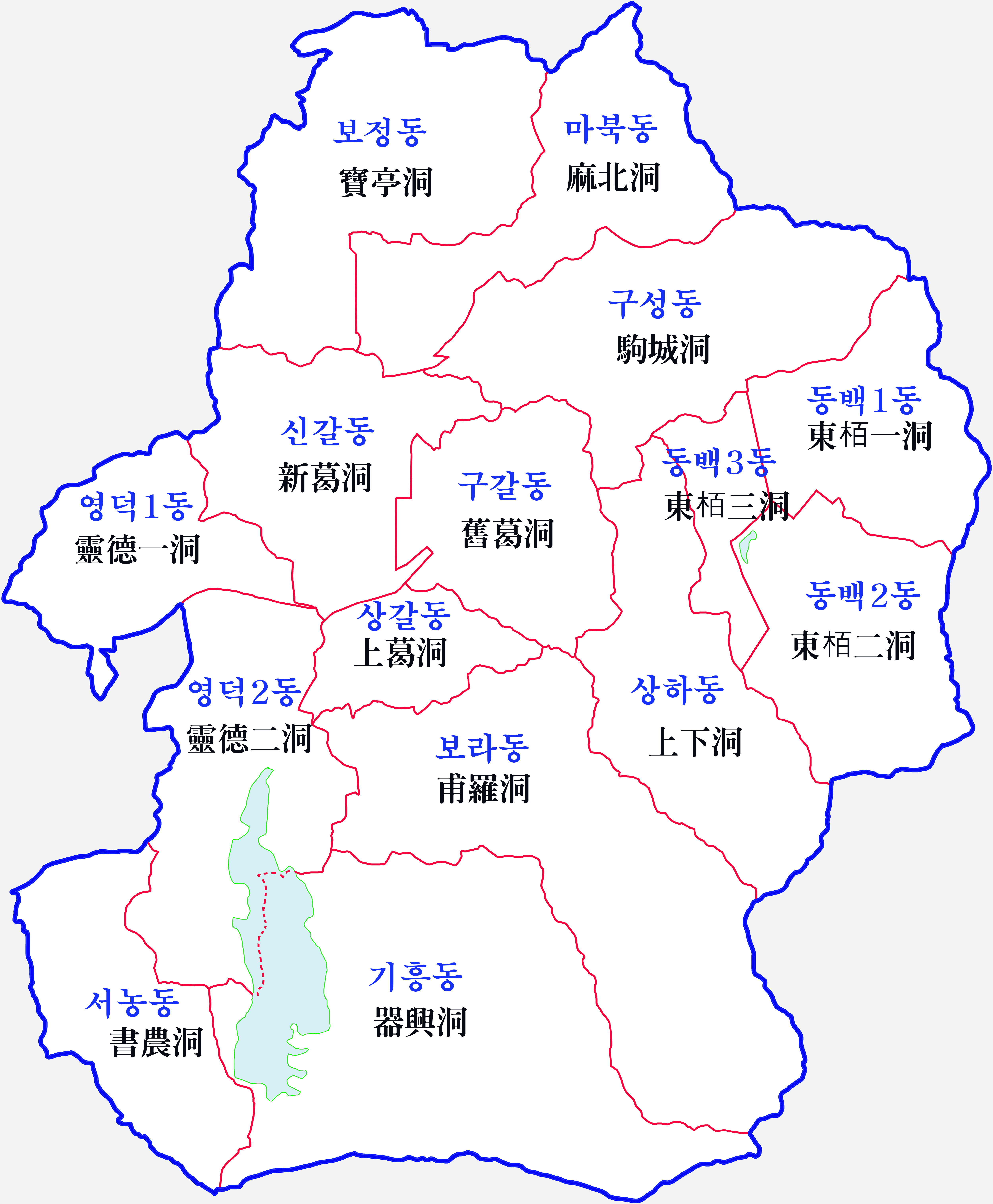
기흥구의 행정 지도

| 구            | 행정동  | 한자    | 법정동                                   |
| ------------- | ------- | ------- | ---------------------------------------- |
| 기흥구 器興區 | 신갈동  | 新葛洞  | 신갈동(新葛洞)                           |
| 기흥구 器興區 | 영덕1동 | 靈德1洞 | 영덕동(靈德洞) (일부)                    |
| 기흥구 器興區 | 영덕2동 | 靈德2洞 | 영덕동(靈德洞) (일부), 하갈동(下葛洞)    |
| 기흥구 器興區 | 구갈동  | 舊葛洞  | 구갈동(舊葛洞)                           |
| 기흥구 器興區 | 상갈동  | 上葛洞  | 상갈동(上葛洞)                           |
| 기흥구 器興區 | 보라동  | 甫羅洞  | 보라동(甫羅洞), 지곡동(芝谷洞)           |
| 기흥구 器興區 | 기흥동  | 器興洞  | 공세동(貢稅洞), 고매동(古梅洞)           |
| 기흥구 器興區 | 서농동  | 書農洞  | 서천동(書川洞), 농서동(農書洞)           |
| 기흥구 器興區 | 구성동  | 驅城洞  | 언남동(彦南洞), 청덕동(淸德洞)           |
| 기흥구 器興區 | 마북동  | 麻北洞  | 마북동(麻北洞)                           |
| 기흥구 器興區 | 동백1동 | 東栢1洞 | 동백동(東栢洞) (일부)                    |
| 기흥구 器興區 | 동백2동 | 東栢2洞 | 중동(中洞) (일부)                        |
| 기흥구 器興區 | 동백3동 | 東栢3洞 | 동백동(東栢洞) (일부), 중동(中洞) (일부) |
| 기흥구 器興區 | 상하동  | 上下洞  | 상하동(上下洞)                           |
| 기흥구 器興區 | 보정동  | 寶亭洞  | 보정동(寶亭洞)                           |

### 처인구

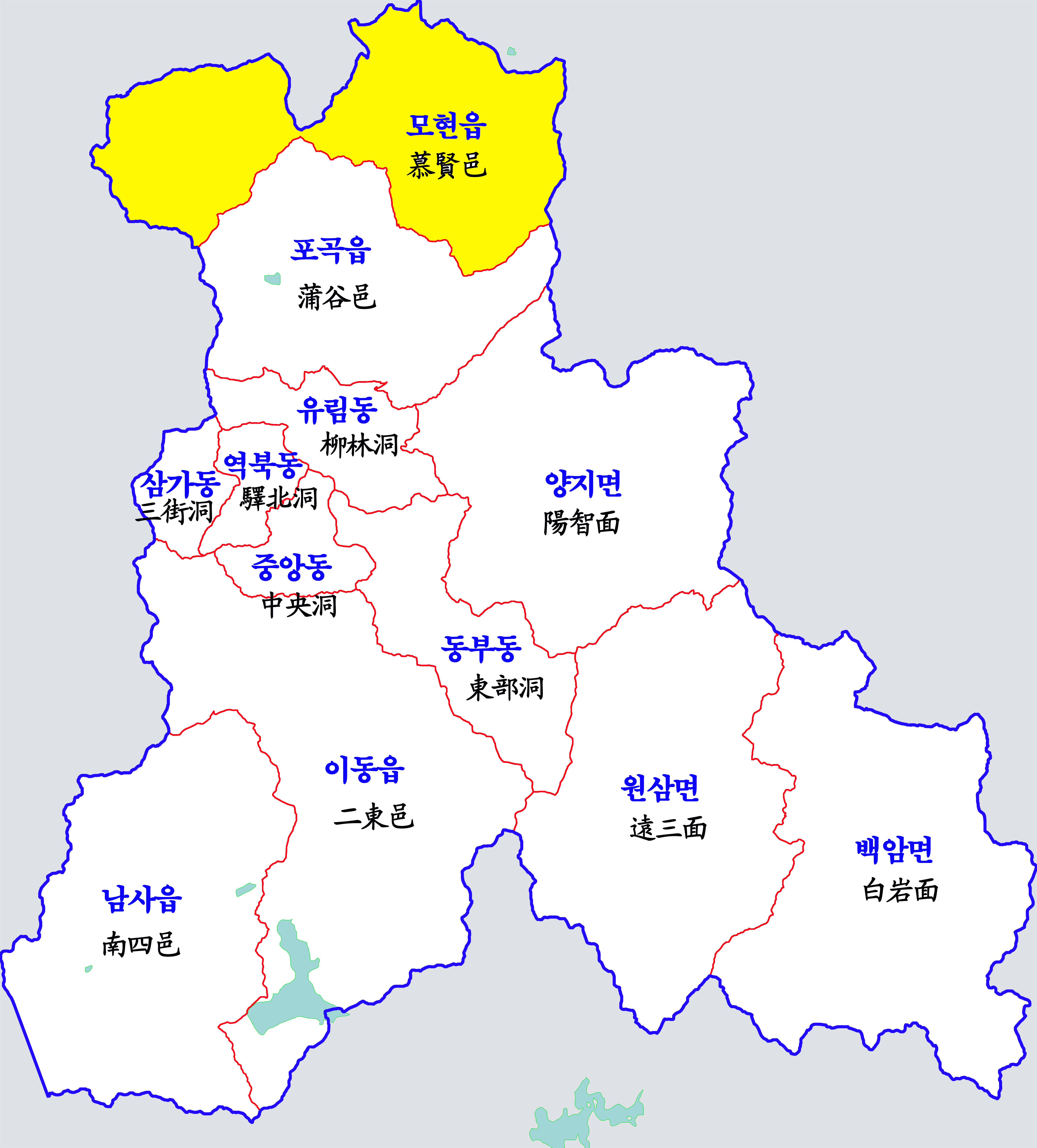
처인구의 행정 지도

| 구            | 읍면동  | 한자    | 법정동 |
| ------------- | ------- | ------- | --- |
| 처인구 處仁區 | 포곡읍  | 蒲谷邑  | 삼계리(三溪里), 금어리(金魚里), 둔전리(屯田里), 영문리(英門里), 마성리(麻城里), 가실리(稼室里), 전대리(前垈里), 유운리(留雲里), 신원리(新院里)                                                                 |
| 처인구 處仁區 | 모현읍  | 慕賢邑  | 왕산리(旺山里), 갈담리(葛潭里), 초부리(草芙里), 일산리(日山里), 매산리(梅山里), 동림리(東林里), 능원리(陵院里), 오산리(吳山里)                                                                                 |
| 처인구 處仁區 | 이동읍  | 二東邑  | 송전리(松田里), 어비리(魚肥里), 묘봉리(卯峰里), 화산리(華山里), 시미리(時美里), 덕성리(德成里), 묵리(墨里), 천리(泉里), 서리(西里)                                                                             |
| 처인구 處仁區 | 남사읍  | 南四邑  | 봉무리(鳳舞里), 북리(北里), 통삼리(通三里), 봉명리(鳳鳴里), 진목리(眞木里), 원암리(元岩里), 전궁리(全宮里), 방아리(防牙里), 창리(倉里), 아곡리(衙谷里), 완장리(完庄里)                                         |
| 처인구 處仁區 | 원삼면  | 遠三面  | 고당리(高塘里), 사암리(沙岩里), 좌항리(佐恒里), 맹리(孟里), 미평리(彌坪里), 두창리(杜倉里), 독성리(篤城里), 죽능리(竹陵里), 목신리(木新里), 학일리(學日里), 문촌리(文村里), 가재월리(加在月里)                 |
| 처인구 處仁區 | 백암면  | 白岩面  | 백암리(白岩面), 박곡리(朴谷里), 백봉리(栢峰里), 고안리(高安里), 옥산리(玉山里), 장평리(長坪里), 석천리(石川里), 용천리(湧泉里), 근삼리(近三里), 근창리(近倉里), 근곡리(近谷里), 가창리(稼倉里), 가좌리(加佐里) |
| 처인구 處仁區 | 양지면  | 陽智面  | 양지리(陽智里), 남곡리(南谷里), 평창리(坪倉里), 제일리(霽日里), 추계리(秋溪里), 식금리(植金里), 정수리(定水里), 대대리(大垈里), 주북리(朱北里), 송문리(松門里)                                                 |
| 처인구 處仁區 | 중앙동  | 中央洞  | 김량장동(金良場洞), 남동(南洞) |
| 처인구 處仁區 | 역북동  | 驛北洞  | 역북동(驛北洞) |
| 처인구 處仁區 | 삼가동  | 三街洞  | 삼가동(三街洞) |
| 처인구 處仁區 | 유림1동 | 柳林1洞 | 유방동(柳防洞) (일부) |
| 처인구 處仁區 | 유림2동 | 柳林2洞 | 유방동(柳防洞) (일부), 고림동(古林洞) |
| 처인구 處仁區 | 동부동  | 東部洞  | 마평동(麻坪洞), 운학동(雲鶴洞), 호동(虎洞), 해곡동(海谷洞) |

## 연혁
- 1414년 태종14년 용구현과 처인현을 합치고 용구(龍駒)의 ‘용(龍)’자와 처인(處仁)의 ‘인(仁)’자를 합쳐 용인현(龍仁縣)으로 개편하였다.

| 1414년(태종14년) ~ 1895(고종32년) 용인현 | |
| 용인현의 면                              | 행정구역 |
| 용인현 읍내면(邑內面)                    | 마곡, 북동, 남동, 언동                                                                                               |
| 용인현 수여면(水餘面)                    | 어매곡, 금천, 고진, 림원, 보평, 무수막, 상류곡, 하류곡, 방축, 김량장리, 남동, 서동, 북동, 역동, 호동                 |
| 용인현 수진면(水眞面)                    | 고분현, 성복동, 죽전동, 서봉동, 원천동, 손기리, 신리, 동막리, 토월리, 정평리                                         |
| 용인현 포곡면(蒲谷面)                    | 신원, 유실, 신대, 가실, 동막, 부곡, 허문, 냉천, 영곡, 마가실, 둔전, 두계, 당곡, 도사, 소운동, 이성동, 성저리, 전곶리 |
| 용인현 동변면(洞邊面)                    | 상지석, 하지석, 동막, 백현, 중동, 수음동, 덕수동                                                                     |
| 용인현 서변면(西邊面)                    | 보수원, 이현, 독정                                                                                                   |
| 용인현 구흥면(駒興面)                    | 신갈, 구갈 |
| 용인현 기곡면(器谷面)                    | 상갈, 하갈, 중갈, 내서천, 외서천, 농사동, 고매동, 공세동, 한의동, 보라동, 지곡                                       |
| 용인현 지내면(支內面)                    | 의상, 의하, 영통, 덕동, 상리, 하리                                                                                   |
| 용인현 모현촌면(慕賢村面)                | 원촌, 왕림, 동산, 고매곡, 상마산, 하마산, 왕곡, 부곡, 우명동, 개일리, 모산리, 관청리, 파담리, 갈월리, 초하리, 오산리 |
| 용인현 현내면(縣內面)                    | 월곡, 아곡, 완장동, 남산동, 창동, 방축동, 화동                                                                       |
| 용인현 도촌면(道村面)                    | 내기, 상동, 수세동, 산정리, 삼인리                                                                                   |
| 용인현 남촌면(南村面)                    | 원암동, 전궁동, 방축동, 진목동, 아곡리(1714년~1895년 현내면 아곡, 남산동 → 남촌면 아곡리)                            |
| 용인현 상동촌면(上東村面)                | 원촌, 묵동, 덕성동, 천동, 서동                                                                                       |
| 용인현 하동촌면(下東村面)                | 시미동, 모산동, 요산동, 묘봉동, 어비동, 송전동                                                                       |
| 용인현 서촌면(西村面)                    | 원초, 동막, 사후, 봉명동, 외천동                                                                                     |
- 1895년 6월 23일(음력 윤5월 1일) : 충주부 용인군으로 개편하였다.[2] 양지현이 양지군(陽智郡)으로 변경되어 충주부에 편제되었다.

| 1399년(정종1년) ~ 1895(고종32년) 양지현 | |
| 양지현의 면                             | 행정구역 |
| 양지현 읍내면(邑內面)                   | 교동(校洞)·홍문동(紅門洞)·관동(鸛洞)·암곡(巖谷)·용곡(龍谷)·남촌(南村)·등촌(藤村)                                   |
| 양지현 목악면(木岳面)                   | 신기리(新基里)·구봉리(九峰里)·후동(後洞)·학일리(鶴日里)·목악리(木岳里)                                             |
| 양지현 고북면(遠一面)                   | 약산리(藥山里)·염치(鹽峙)·유역리(柳驛里)·하가리(下佳里)·상가리(上佳里)                                             |
| 양지현 고동면(古東面)                   | 쌍령리(雙嶺里)·봉지곡(奉芝谷)·봉황리(鳳凰里)·화산리(花山里)·월동(月洞)·삼은리(三隱里)·기동(基洞)·향림(香林)        |
| 양지현 고서면(古西面)                   | 대평리(大坪里)·주곡(酒谷)·창리(倉里)·상갈리(上葛里)·하갈리(下葛里)                                                 |
| 양지현 고안면(高安面)                   | 후동(後洞)·백동(栢洞)·중상리(中上里)·대행리(大行里)·입동(笠洞)·주천(注川)·봉리(峯里)                               |
| 양지현 박곡면(朴谷面)                   | 기안리(機安里)·청계(淸溪)·전석리(磚石里)·신창리(新倉里)                                                            |
| 양지현 제촌면(蹄村面)                   | 능동(菱洞)·당촌(唐村)·국동(菊洞), 1906년 9월 24일 월경지 정리로 죽산에 선편입된 면. 현재까지 일죽면의 일부.        |
| 양지현 주동면(朱東面)                   | 도창리(都倉里)·산막동(山幕洞)·평촌(坪村)·도약리(搗藥里)·공세동(貢稅洞)·추계(秋溪)·식송(植松)·유점(鍮店)·금곡(金谷) |
| 양지현 주서면(朱西面)                   | 광곡, 해곡, 학천, 송동, 어득운리, 김량리, 마남리, 마북리, 신평리, 반정리, 정문리                                   |
| 양지현 주북면(朱北面)                   | 정수동, 박성동, 가좌동, 대대리                                                                                     |
- 1896년 8월 4일 : 경기도 용인군으로 개편하였다.[3] 충주부 양지군도 경기도 양지군이 되었다.
- 1914년 4월 1일 : 용인군, 양지군, 죽산군 일부를 통폐합하여 용인군으로 개편하였다.[4]

| 일제강점기 조선총독부령 제111호 |                     |                                                                      |
| 대한제국 행정구역               | 일제강점기 행정구역 | 일제강점기 행정구역                                                  |
| 용인군 모현면 (慕賢面)          | 모현면              | 갈담리, 능원리, 동림리, 매산리, 오산리, 왕산리, 일산리, 초부리       |
| 용인군 상동면 (上東面)          | 이동면              | 덕성리, 서리, 묵리, 천리                                             |
| 용인군 하동면 (下東面)          | 이동면              | 묘봉리, 시미리, 송전리, 어비리, 화산리                               |
| 용인군 현내면 (縣內面)          | 남사면              | 아곡리, 완장리, 창리                                                 |
| 용인군 도촌면 (道村面)          | 남사면              | 봉무리, 북리                                                         |
| 용인군 남촌면 (南村面)          | 남사면              | 방아리, 원암리, 전궁리, 진목리                                       |
| 용인군 서촌면 (西村面)          | 남사면              | 봉명리, 통삼리                                                       |
| 용인군 읍내면 (邑內面)          | 읍삼면              | 마북리, 언남리                                                       |
| 용인군 동변면 (東邊面)          | 읍삼면              | 상하리, 청덕리, 동백리, 중리                                         |
| 용인군 서변면 (西邊面)          | 읍삼면              | 보정리                                                               |
| 용인군 수진면 (水眞面)          | 읍삼면              | 죽전리                                                               |
| 용인군 수진면 (水眞面)          | 수지면              | 고기리, 동천리, 성복리, 신봉리, 풍덕천리                             |
| 용인군 지내면 (支內面)          | 수지면              | 상현리, 이의리, 하리                                                 |
| 용인군 지내면 (支內面)          | 기흥면              | 영덕리                                                               |
| 용인군 기곡면 (器谷面)          | 기흥면              | 고매리, 공세리, 농서리, 서천리, 보라리, 상갈리, 하갈리, 지곡리       |
| 용인군 구흥면 (駒興面)          | 기흥면              | 신갈리, 구갈리                                                       |
| 용인군 포곡면 (蒲谷面)          | 포곡면              | 가실리, 둔전리, 유운리, 마성리, 삼계리, 영문리, 신원리, 전대리       |
| 용인군 수여면 (水餘面)          | 포곡면              | 금어리                                                               |
| 용인군 수여면 (水餘面)          | 수여면              | 고림리, 유방리, 남리, 김량장리, 삼가리, 역북리, 마평리, 운학리, 호리 |
| 양지군 주서면 (朱西面)          | 수여면              | 해곡리                                                               |
| 양지군 주서면 (朱西面)          | 내사면              | 송문리                                                               |
| 양지군 주동면 (朱東面)          | 내사면              | 식금리, 제일리, 추계리, 평창리                                       |
| 양지군 주북면 (朱北面)          | 내사면              | 대대리, 정수리, 주북리                                               |
| 양지군 읍내면 (邑內面)          | 내사면              | 남곡리, 양지리                                                       |
| 양지군 고안면 (高安面)          | 외사면              | 고안리                                                               |
| 양지군 박곡면 (朴谷面)          | 외사면              | 박곡리, 백봉리                                                       |
| 죽산군 근일이면 (近一二面)      | 외사면              | 석천리, 옥산리, 용천리, 장평리                                       |
| 죽산군 근삼면 (近三面)          | 외사면              | 가창리, 근곡리, 근삼리, 근창리, 백암리                               |
| 죽산군 원일면 (遠一面)          | 원삼면              | 고당리, 맹리, 미평리, 사암리, 좌항리                                 |
| 죽산군 원삼면 (遠三面)          | 원삼면              | 가좌리, 가재월리, 독성리, 두창리, 죽능리                             |
| 양지군 목악면 (木岳面)          | 원삼면              | 목신리, 학일리, 문촌리                                               |
| 양지군 목악면 (木岳面)          | 고삼면              | 쌍지리                                                               |
| 양지군 고서면 (古西面)          | 고삼면              | 봉산리, 삼은리, 월향리                                               |
| 양지군 고동면 (古東面)          | 고삼면              | 대갈리, 신창리                                                       |
| 양지군 고북면 (古北面)          | 고삼면              | 가유리                                                               |
- 용인군을 12면 - 수여면, 포곡면, 모현면, 읍삼면, 수지면, 기흥면, 남사면, 이동면, 내사면, 고삼면, 외사면, 원삼면으로 구성하고 용인군청을 읍내면에서 수여면 김량장리로 이전하였다.
- 1931년 읍삼면을 구성면으로 개칭하였다.
- 1938년 수여면을 용인면으로 개칭하였다.
- 1963년 1월 1일 : 고삼면을 안성군으로 편입하였다.[6] (11면)
- 1973년 7월 1일 : 수지면 죽전리가 구성면에서 다시 수지면에 복구되었다.[7]
- 1979년 5월 1일 : 용인면을 용인읍으로 승격하였다.[8] (1읍 10면)
- 1983년 2월 15일 : 수지면에서 쇠죽골천과 가산천, 여천(麗川) 유역의 하리·이의리를 수원시로 편입하였다. 남사면 진목리의 월경마을이 평택시로 편입됨.[9]
- 1985년 10월 1일 : 기흥면을 기흥읍으로 승격하였다.[10] (2읍 9면)
- 1996년 3월 1일 : 용인군 일원을 관할로 도농복합형태의 용인시가 설치되었다.[11] 용인읍은 4개 행정동으로 분동, 수지면이 수지읍으로 승격. 외사면을 백암면으로, 내사면을 양지면으로 개칭하였다. (2읍 8면 4행정동)
- 2000년 9월 1일 : 구성면이 구성읍으로 승격 (3읍 7면 4행정동)
- 2001년 12월 24일 : 수지읍이 수지출장소로 승격. 6개동(상현동·풍덕천1동·풍덕천2동·죽전1동·죽전2동·동천동) 설치 (2읍 7면 10행정동)
- 2002년 9월 5일 : 용인시 인구 50만 명 돌파
- 2003년 3월 31일 : 상현동에서 성복동을 분동하였다(2읍 7면 11행정동).
- 2005년 10월 31일 : 구제(區制)가 실시되어 기흥읍·구성읍을 관할로 하는 기흥구를 설치하고, 수지출장소를 수지구로 승격하였으며, 나머지 면·동을 관할로 하는 처인구를 설치하였다. 기흥읍은 신갈동·구갈동·상갈동·기흥동·서농동으로, 구성읍은 구성동·마북동·어정동·보정동으로 분동하였으며, 포곡면은 포곡읍으로 승격하였다(3구 1읍 6면 22행정동).[12]

| 용인시 조례 제648호                                    |             |                                                        |
| 구 행정구역                                            | 신 행정구역 | 신 행정구역                                            |
| 포곡면, 모현면, 남사면, 이동면, 원삼면, 백암면, 양지면 | 처인구      | 포곡읍, 모현면, 남사면, 이동면, 원삼면, 백암면, 양지면 |
| 중앙동, 역삼동, 유림동, 동부동                         | 처인구      | 중앙동, 역삼동, 유림동, 동부동                         |
| 기흥읍                                                 | 기흥구      | 신갈동, 구갈동, 상갈동, 기흥동, 서농동                 |
| 구성읍                                                 | 기흥구      | 구성동, 마북동, 어정동, 보정동                         |
| 풍덕천1동, 죽전1동, 죽전2동, 동천동, 성복동            | 수지구      | 풍덕천1동, 죽전1동, 죽전2동, 동천동, 성복동            |
| 풍덕천2동                                              | 수지구      | 풍덕천2동, 신봉동                                      |
| 상현동                                                 | 수지구      | 상현1동, 상현2동                                       |
- 2007년 7월 2일 : 어정동을 동백동, 상하동으로 분동하였다.[13] (3구 1읍 6면 23행정동)
- 2010년 8월 2일 : 신갈동을 신갈동, 영덕동으로 분동하였다.[14] 9월 10일 동주민센터를 개소하였다.[15] (3구 1읍 6면 24행정동)

- 2016년 8월 : 용인시 인구 100만 명 돌파
- 2017년 12월 11일 : 이동면, 모현면이 각각 이동읍, 모현읍으로 승격하였다. (3구 3읍 4면 24행정동)
- 2019년 9월 13일 : 불합리한 행정구역 조정의 일환으로, 수원시 영통구 원천동 일부와 용인시 기흥구 영덕동 일부를 교환하였다.[16][17]
- 2020년 1월 20일 : 상갈동을 상갈동, 보라동으로, 동백동을 동백1동, 동백2동, 동백3동으로, 영덕동을 영덕1동, 영덕2동으로 분동하였다. (3구 3읍 4면 28행정동)
- 2021년 2월 19일 : 남사면이 남사읍으로 승격하였다. (3구 4읍 3면 28행정동)
- 2021년 9월 6일 : 죽전1동을 죽전1동, 죽전3동으로, 상현1동을 상현1동, 상현3동으로, 역삼동을 역북동, 삼가동으로 분동하였다. (3구 3읍 4면 31행정동)
- 2025년 7월 14일 : 유림동을 유림1동, 유림2동으로 분동하였다. (3구 4읍 3면 32행정동)